# Diana Scarwid
Diana Scarwid est une actrice américaine née le 27 août 1955 à Savannah (Géorgie). Elle est surtout connue pour son interprétation de Christina Crawford dans Maman très chère.

## Filmographie
- 1977 : Starsky et Hutch : Liza
- 1978 : La Petite (Pretty Baby) : Frieda
- 1980 : Show Bus (Honeysuckle Rose) : Jeanne
- 1980 : Rendez-vous chez Max's (Inside Moves) : Louise
- 1981 : Maman très chère (Mommie Dearest) : Christina Crawford (adulte)
- 1983 : Les envahisseurs sont parmi nous (Strange Invaders) : Margaret
- 1983 : Rusty James (Rumble Fish) : Cassandra
- 1983 : Le Mystère Silkwood (Silkwood) de Mike Nichols : Angela
- 1986 : The Ladies Club (en) : Lucy Bricker
- 1986 : Psychose 3 (Psychose III) : Maureen Coyle
- 1986 : Extremities : Terry
- 1986 : Banco (Heat) : Cassie
- 1989 : Brenda Starr (en) : Libby 'Lips' Lipscomb
- 1993 : J. F. K. : Le Destin en marche (J.F.K.: Reckless Youth) (TV) : Rose Kennedy
- 1995 : The Cure : Gail
- 1995 : The Neon Bible : Sarah
- 1995 : Gold Diggers: The Secret of Bear Mountain : Lynette Salerno
- 1996 : Bastard Out of Carolina : Tante Raylene
- 1996 : The Angel of Pennsylvania Avenue : Annie Feagan
- 1996 : Au-delà du réel : L'aventure continue (The Outer Limits) (série télévisée) : Elizabeth Halsey (Épisode 2.09 : Épreuve par le feu)
- 1999 : Vengeance maternelle (Down Will Come Baby) : Dorothy
- 1998 : X-Files (saison 5, épisode Kitsunegari) : Linda Bowman
- 2000 : Apparences (What Lies Beneath) : Jody
- 2001 : New York, police judiciaire (saison 12, épisode 7) : Lisa Russo
- 2002 : The Angel Doll : Fronia Black
- 2002 : Sur le chemin de la guerre (Path to War) : Marny Clifford
- 2003 : Ivresse et Conséquences (A Guy Thing) : Sandra
- 2003 : Party Monster : Elke
- 2004 : The Clearing : Eva Finch
- 2004 : New York, unité spéciale (saison 5, épisode 25) : Jackie Madden
- 2005 : Red Thread : Miss Johnson
- 2006 : Valley of the Heart's Delight : Natalie Walsh
- 2006 : Local Color : Edith Talia
- 2006 : Swimming with the Virgin : La mère
- 2006 : Prison Break (TV) : Janet Owens
- 2008 : And Then She Was Gone : La femme déguisée
- 2008 : Dream Boy : Vivian
- 2009 : Hantée par le passé (Tribute) (TV) : Cathy Morrow
- 2009 : Heroes (série télévisée) : Alice Shaw (1 épisode)
- 2009 : Esprits criminels (saison 5, épisode 5) : Jane Winmar
- 2011 : Another Happy Day : Donna